# Håletjärnet (Gunnarsnäs socken, Dalsland)
Håletjärnet är en sjö i Melleruds kommun i Dalsland och ingår i Göta älvs huvudavrinningsområde.